# 奥山念流
奥山念流（おくのやまねんりゅう）とは、念流の分派である。剣術や柔術等を伝えていた。

## 歴史
流祖は奥山念僧。永禄3年（1560年）2月に天狗から念流の奥義を会得して一派を起こしたと伝えられている。
天正から慶長年間頃に沼和田村の卜部家（浦辺家）に伝承された。
江戸時代初期から昭和頃まで埼玉県で盛んに学ばれていた。

## 内容
剣術や柔術等を伝えていた。
柔術
片手取、両手取、逓取（抑取）、小手取、髻取
居行取、諸手取、袖取、臑砕、胸返、鹿三足、通投
鹿喰瓜、大車、天狗鼻返、七里引き、山颪（山嵐）
稲妻〆、腕狭、風車、稲妻投、無念投、雷〆、後投
枯木返、裾取、古葉返（木葉返し）、獅子洞入、洞返
鯱力、撫転、奥山颪、襟車、胸車、巻手、獅子入身
泰取、前眼力、後眼力、真向洞入、小手返、粘飯附
小鳥〆、柄落、刀扱、右剣、仲略、左剣